# Jussi Jääskeläinen
Jussi Jääskeläinen (Mikkeli, Finlandia, 19 de abril de 1975) es un exfutbolista finlandés que jugaba de portero.

## Trayectoria en Clubes
Jääskeläinen debutó en la Veikkausliiga de Finlandia con el MP Mikkeli en 1992, y se convirtió primer portero de dicho club en 1994. En 1996 fichó por el VPS Vaasa donde pasó dos temporadas.
En 1997 Jääskeläinen fue comprado por Bolton Wanderers del entonces Football League Championship. Pronto alcanzó el número uno entre los 3 palos, aunque una lesión en ligamento cruzado lo dejó fuera del equipo casi toda la temporada 2000-2001, en la que el Bolton ascendió. La temporada siguiente fue elegido mediante votación como el mejor portero de la Premier League recibiendo el Premio Guantes de oro por los patrocinadores Barclaycard. En junio de 2012 fue fichado por el West Ham United, siguiendo hasta los hammers a su antiguo entrenador en el Bolton, Sam Allardyce.
El 1 de enero del 2007 tuvo, contra el Liverpool FC, su aparición n.° 300.
El 13 de mayo del 2007, Jussi fue nombrado "mejor jugador del año" en el Bolton y también "mejor jugador de los jugadores del año", después de ayudar al Bolton a conseguir la participación a la Copa UEFA por segunda vez en su historia.
En diciembre del 2007 se rumoreó su fichaje por F.C. Barcelona para sustituir a Albert Jorquera, lesionado de larga duración, aunque al final el Barça se decantó por Pinto (Celta de Vigo).
Su aparición número 400 fue contra el Manchester City el 2 de noviembre de 2008, y su inicio número 400 llegó seis días después contra el Hull City ; ambos partidos fueron victorias y se ganó la portería a cero. Jääskeläinen fue nombrado Jugador del Año por los lectores de The Bolton News.
Su aparición número 500 fue contra el Birmingham City el 12 de marzo de 2011 en los cuartos de final de la FA Cup para ayudar al club a ganar 3-2 para llegar a las semifinales.
Al final de la temporada 2011-12 , el Bolton descendió de la Premier League y Jääskeläinen rechazó un contrato de dos años, poniendo fin a sus 15 años en el club.
Jääskeläinen hizo su debut con el West Ham United el 18 de agosto de 2012 en una victoria por 1-0 contra el Aston Villa.
Tras su salida del West Ham, Jääskeläinen hizo una prueba con el Bradford City.  El 11 de agosto de 2015, firmó un contrato de un año con el Wigan Athletic, recién descendido a la League One.
El 1 de septiembre de 2017, Jääskeläinen, de 42 años, cambió de club y país, fichando por el club ATK de la Indian Super League. El 17 de enero de 2018, Jääskeläinen fue liberado tras haber jugado como segunda opción de Debjit Majumder.  Informes posteriores aclararon que permanecería en el club como entrenador, pero su carrera como jugador había terminado.

## Trayectoria como entrenador
En 2018, fue nombrado entrenador de porteros del Wrexham por el entrenador Sam Ricketts, excompañero de equipo en el Bolton. Dejó el club el 7 de junio de 2019.
El 1 de febrero de 2024, Jääskeläinen comenzó a trabajar como entrenador de porteros del club finlandés PK-35 que compite en la Ykkösliiga de segunda división.

## Selección nacional
Ha sido internacional con la Selección de fútbol de Finlandia, ha jugado 56 partidos internacionales.
Jääskeläinen debutó con equipo nacional finlandés el 25 de marzo de 1998 contra Malta. Durante varios años fue el suplente de Antti Niemi, pero tras la retirada de este en 2005, Jääskeläinen finalmente se convirtió en el titular de su selección.

## Clubes
| Club                 | País       | Año       |
| -------------------- | ---------- | --------- |
| Mikkelin Palloilijat | Finlandia  | 1994-1995 |
| Vaasan Palloseura    | Finlandia  | 1996-1997 |
| Bolton Wanderers     | Inglaterra | 1997-2012 |
| West Ham United      | Inglaterra | 2012-2015 |
| Wigan Athletic       | Inglaterra | 2015-2017 |
| ATK                  | India      | 2017-2018 |